# Pauvreté infantile

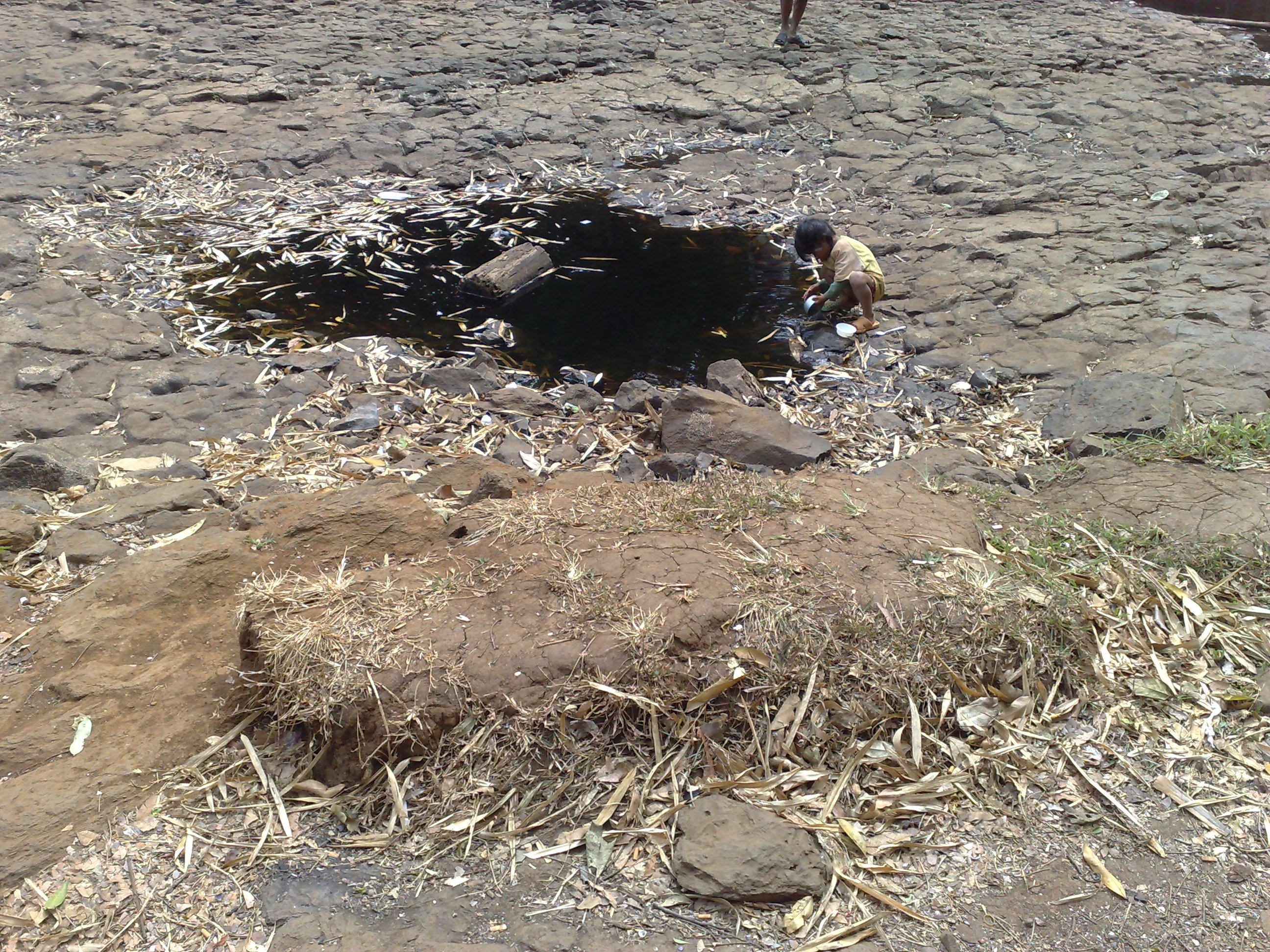
Un enfant lavant ses couverts dans une flaque d'eau sale au Cambodge.

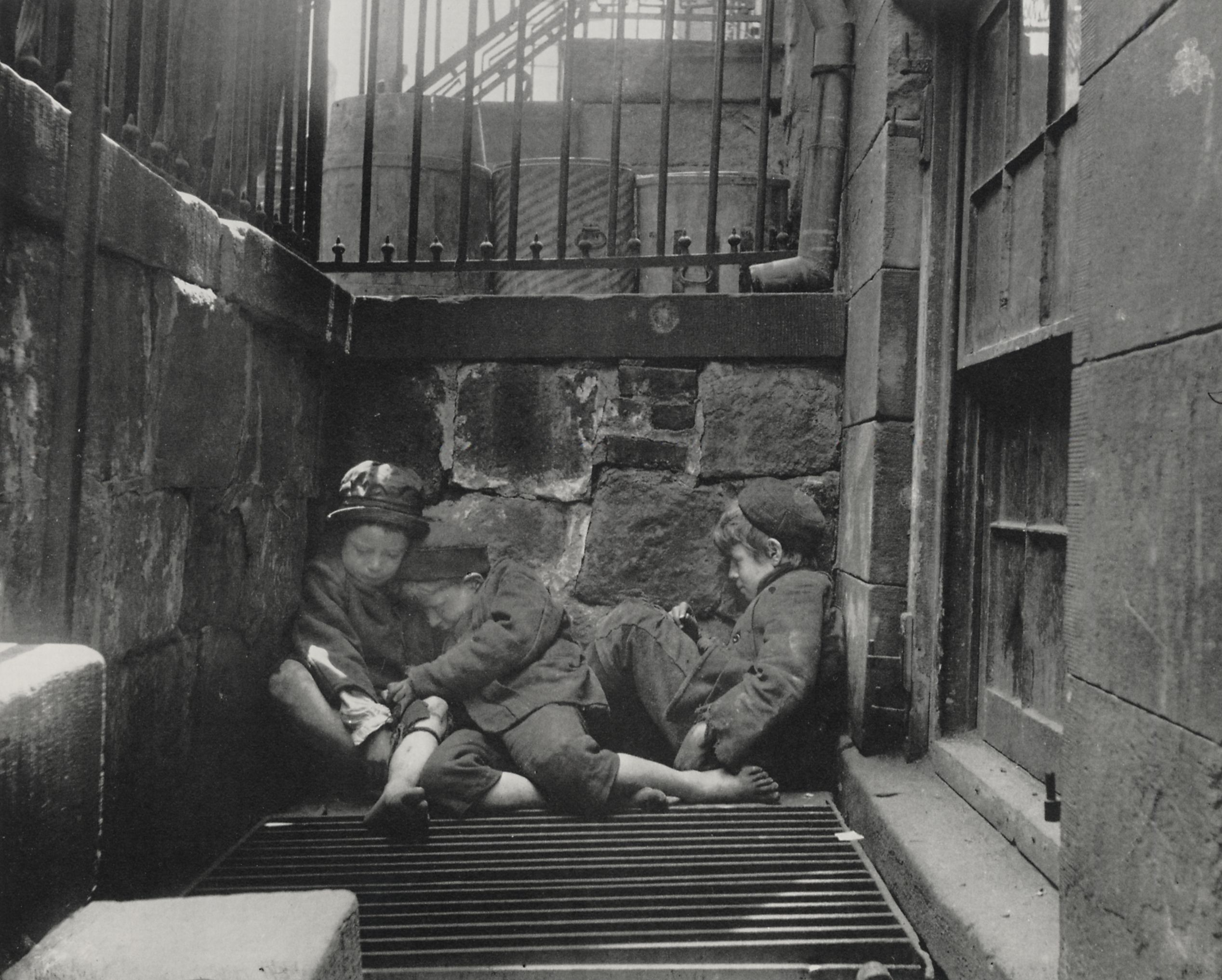
Enfants sans domicile dormant, à New-York. Une photographie de Jacob Riis, avant 1914.

La pauvreté infantile désigne la situation de pauvreté dans laquelle vivent certains enfants.

## Outils de mesure
La pauvreté infantile peut être mesurée de différentes manières et s'évalue différemment selon que l'on étudie la pauvreté infantile dans les pays riches ou les pays en développement. Deux grands types d'indicateurs sont utilisés : le revenu de la famille d'une part, le niveau de vie d'autre part (lequel s'évalue généralement à l'aide d'indicateurs de privation).
Concernant le premier type d'indicateurs, certaines études s'intéressent par exemple au nombre d'enfants dont le revenu de la famille est inférieur à — par exemple — 50 % du revenu médian du pays concerné. Pour ce qui est du niveau de vie, plusieurs critères peuvent être combinés. Par exemple : l'enfant a-t-il accès à de l'eau potable ? à une alimentation appropriée ? à des installations sanitaires décentes ? à la santé ? à un logement ? à l'éducation ? et enfin à l'information, ? Ces critères peuvent être plus nombreux. Une étude de 2012 portant sur la pauvreté infantile dans les pays riches utilise ainsi un indice de privation doté de quatorze variables qualitatives (tels que « Fruits et légumes frais tous les jours », « Équipement de loisir extérieur (bicyclette, rollers, etc.) » ou « Endroit calme avec assez d’espace et de lumière pour faire les devoirs ») ; sont comptabilisés les enfants privés d'au moins deux variables.

## Prévalence

### Dans le monde

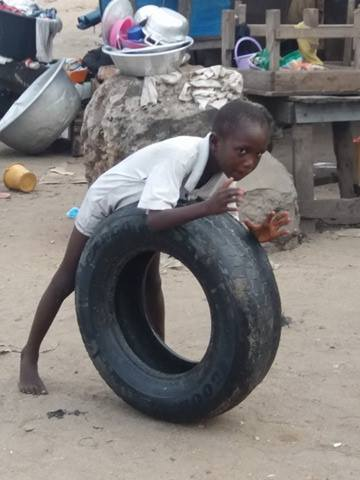
Enfant pauvre au Ghana

Selon un rapport de la Banque mondiale, environ 400 millions d'enfants vivaient dans « l'extrême pauvreté » (avec moins de 1,25 dollar par jour) en 2010, soit un tiers de la population vivant dans l'extrême pauvreté.

### Dans l'Union européenne
En 2008, selon les données d'Eurostat, près de la moitié des pays de l'UE à 27 dénombraient plus de 20 % d'enfants sous le seuil de pauvreté (60 % du revenu médian du pays ; le taux en valeur absolue varie donc d'un pays à l'autre),.

#### En France
En France, en 2013, entre 2,45 millions et 3 millions d'enfants sont sous le seuil de pauvreté (60 % du revenu médian disponible, c'est-à-dire après impôts et aides sociales), soit environ 20 % de la population mineure ; si l'on retient un seuil de pauvreté à 50 % du revenu médian, comme le fait l'Observatoire des inégalités, ce nombre tombe à 1,2 million d'enfants. En 2003, l'Insee dénombrait environ deux millions d'enfants vivant dans un foyer en dessous du seuil de pauvreté (60 % du revenu médian), soit 18 % de la population mineure ; avec un seuil de pauvreté défini à 50 % du revenu médian, la proportion tombe à 8 %.

### En Afrique
D’après l'association de SOS Village d'enfants, il y a des millions de personnes qui vivent en dessous du seuil de pauvreté dans les pays les plus pauvres d’Afrique. Beaucoup ne peuvent pas manger et n'ont pas accès aux installations sanitaires ou de logements décents et doivent malgré tout survivre. Dans les régions rurales, il n’y a souvent pas d’accès à l’eau potable, ce qui entraine toute une série de maladies. Les graves sécheresses, les troubles politiques, les guerres civiles et le sida/HIV aggravent encore la situation. L’Afrique subsaharienne présente à la fois les taux les plus élevés d’enfants vivant dans l’extrême pauvreté – un peu moins de 50 % – et la plus grande part d’enfants extrêmement pauvres dans le monde – un peu plus de 50 %. En 2030, neuf enfants sur dix touchés par l’extrême pauvreté vivront en Afrique subsaharienne. Pourcentage estimé d'enfants vivant dans l'extrême pauvreté (avec 1,90 dollar US par jour), par région de la Banque mondiale, en 2002, en 2012 et en 2030 (prévisions).

#### En Éthiopie
La pauvreté devient un problème majeur qui empêche le pays de se développer normalement et qui entrave les conditions de vie et les droits des enfants éthiopiens. La mortalité infantile est très importante en Éthiopie, on parle de 104 décès pour mille naissances. Ces décès sont dus à des maladies pourtant évitables telles que la pneumonie, le paludisme, la rougeole ou la diarrhée. De plus, la malnutrition reste la cause principale de décès chez les enfants dans environ 54 % des cas. Le taux de fécondité est élevé ce qui contribue à accentuer la pauvreté.

### En Asie du Sud
L’Asie du Sud arrive au deuxième rang avec près de 36 %, dont plus de 30 % d’enfants extrêmement pauvres rien qu’en Inde. Plus de quatre enfants sur cinq vivant dans l’extrême pauvreté habitent dans des régions rurales. Plus de deux millions d'enfants en Asie du Sud meurent avant leur cinquième anniversaire et ces décès auraient souvent pu être évités. 38 % des enfants qui vivent dans la région souffrent de malnutrition chronique. Plus de 8 millions d'enfants âgés de moins d'un an ne sont pas immunisés. 46 % des filles sont mariées avant l'âge de 18 ans, et 18 % sont mariées avant avoir atteint 15 ans. L'Asie du Sud est également la région au monde avec le plus grand nombre d'enfants avec des retards de croissance.
Au Bangladesh et en Inde, par exemple, les taux de malnutrition dépassent largement ceux des pays d'Afrique subsaharienne les plus pauvres.

#### En Bangladesh
Plus de 60 millions d’enfants vivent au Bangladesh (c’est 8 fois le nombre d’enfants en France); la moitié d’entre eux évoluent dans le dénuement le plus total. La pauvreté, qui touche donc une grande majorité de petits bangladais et qui est la conséquence d’un taux de chômage élevé, a des répercussions graves sur l’accès des enfants à une alimentation saine, des ressources financières suffisantes, etc..
Au Bangladesh, 30 millions d’enfants vivent dans la pauvreté et n’ont accès ni à l’éducation ni aux services de santé de base. Malgré une initiative réussie lancée par le gouvernement en coopération avec l’Unicef dans l’industrie textile, on estime que 4,7 millions d’enfants ont un emploi au Bangladesh. Parmi eux, nombreux sont ceux qui se livrent à des travaux dangereux (dans les briqueteries, par exemple). Pour ces enfants, l’école reste une chimère ou un luxe. Ainsi les taux d’achèvement des études secondaires sont extrêmement faibles : 15 % pour les garçons, 8 % pour les filles.